# Вулиця Старицького (Львів)
Вулиця Старицького — вулиця у Франківському районі міста Львова, у місцевості Новий Світ та сполучає вулиці Сергія Єфремова та Євгена Коновальця.

## Назва
Вулицю прокладено близько 1910 року та у 1913 році назвали її на честь польського шляхтича, шляхетського хроніста і мемуариста Речі Посполитої, відомого геральдика, теолога, автора гербівника «Orbis Polonus» Шимона Окульського. Під час німецької окупації Львова, у 1943 році вулицю перейменували на Фалкенгайнґассе, на честь німецького державного, політичного та військового діяча Еріха фон Фалькенгайна . У липня 1944 року повернули вулиці передвоєнну назву — вулиця Окульського. Сучасна назва вулиці на пошану українського письменника (поета, драматурга, прозаїка), театрального та культурного діяча, одного з корифеїв українського побутового театру Михайла Старицького походить від 1946 року.

## Забудова
Тодішня вулиця Окульського почала забудовуватися у 1911 році триповерховими кам'яницями. Першими були наріжний будинок під № 2 та сусідній під № 4, які будувалися у комплексі з будинками на вул. Мурарській (нині — Сергія Єфремова), 6, 8 у 1911—1913 роках за проєктом архітектора Альфреда Захаревича у стилі віденської сецесії. Фасади будинків оздоблені рельєфами роботи скульптора Зигмунта Курчинського, зокрема, будинок під № 4 оздоблений великими горельєфами чоловічих та жіночих голів. Будинок під № 8 також збудований у 1910-х роках у стилі віденської сецесії, інший — під № 6 у стилі польського конструктивізму 1920-х років.
З непарного боку вулиці на розі з вулицею Єфремова під № 3 розташована типова п'ятиповерхівка збудована у 1960-х роках у стилі радянського конструктивізму. Сусідні будинки під № 5 та № 7 збудовані ймовірно у 1950-х роках, оскільки інформація про будинки з непарного боку вул. Окульського в адресних книгах міста Львова, виданих до 1939 року, відсутня. 
До Реєстру пам'яток архітектури місцевого значення внесено будинки під № 4 і № 8, яким надано охоронні № 269-м та № 270-м відповідно.
В адресній книзі Малопольщі за 1935/1936 роки вказано, що на вулиці Окульського був будинок під № 10 і його власниками були Броніслав Сільберштейн та спілка. Нині цієї адреси не існує. Мабуть, мова йде про чотириповерховий сецесійний будинок на нинішній вул. Бандери, 55, який у міжвоєнний період мав подвійну адресу — вул. Льва Сапіги, 55 і вул. Окульського, 10 та спільний конскрипційний № 2164.
Також у цій адресній книзі вказано, що на вулиці Окульського був будинок під № 9 і його власником була Марія Драневич. Нині цієї адреси не існує. Мабуть, мова йде про чотириповерховий будинок на нинішній вул. Коновальця, 1, який у міжвоєнний період мав подвійну адресу — вул. 29 Листопада, 1 і вул. Окульського, 9 та спільний конскрипційний № 2162.

## Відомі мешканці
- Станіслав Мечислав Губерт (1875—1940) — польський зоолог, професор. Викладав у львівських гімназіях (1910—1927 роки). Віце-куратор Львівського управління шкіл (1927—1932 роки)[19]. У 1916—1940 роках мешкав в будинку на вул. Окульського, 2[20].
- Кароль Урбанович (1887—1985) — польський оперний співак (бас), режисер театру[21] У 1908—1918 роках мешкав в будинку на вул. Окульського, 2[22].